# Adelaide International 1 2023 - Qualificazioni singolare femminile
Le qualificazioni del singolare dell'Adelaide International 2023 sono un torneo di tennis preliminare per accedere alla fase finale della manifestazione. Le vincitrici dell'ultimo turno sono entrate di diritto nel tabellone principale. In caso di ritiro di una o più giocatrici aventi diritto sono subentrati i Lucky loser, ossia le giocatrici che hanno perso nell'ultimo turno ma che avevano una classifica più alta rispetto alle altre partecipanti che avevano comunque perso nel turno finale.

## Teste di Serie
1. Anhelina Kalinina (qualificata)
2. Alison Riske-Amritraj (primo turno)
3. Anastasija Potapova (ultimo turno)
4. Shelby Rogers (qualificata)
5. Kateřina Siniaková (ultimo turno)
6. Mayar Sherif (ultimo turno)

1. Ana Bogdan (primo turno)
2. Anna Kalinskaja (primo turno)
3. Claire Liu (qualificata)
4. Jasmine Paolini (primo turno)
5. Marta Kostjuk (qualificata)
6. Tamara Korpatsch (primo turno)

## Qualificate
1. Anhelina Kalinina
2. Viktorija Golubic
3. Linda Nosková

1. Shelby Rogers
2. Claire Liu
3. Marta Kostjuk

## Tabellone

### Legenda
| - Q = Qualificato - WC = Wild card - LL = Lucky loser | - ALT = Alternate - SE = Special Exempt - PR = Protected Ranking | - w/o = Walkover - r = Ritirato - d = Squalificato |

### Sezione 1
|  | Primo turno | Primo turno        | Primo turno        | Primo turno | Primo turno |  |  | Secondo turno | Secondo turno     | Secondo turno     | Secondo turno | Secondo turno |  |
|  |             |                    |                    |             |             |  |  |               |                   |                   |               |               |  |
|  | 1           | Anhelina Kalinina  | Anhelina Kalinina  | 6           | 6           |  |  |               |                   |                   |               |               |  |
|  |             | Dajana Jastrems'ka | Dajana Jastrems'ka | 4           | 4           |  |  | 1             | Anhelina Kalinina | Anhelina Kalinina | 6             | 6             |  |
|  |             | Anna Bondár        | 3                  | 7           | 7           |  |  |               | Anna Bondár       | Anna Bondár       | 1             | 1             |  |
|  | 10          | Jasmine Paolini    | 6                  | 6(6)        | 6(4)        |  |  |               |                   |                   |               |               |  |

### Sezione 2
|  | Primo turno | Primo turno           | Primo turno           | Primo turno | Primo turno |  |  | Secondo turno | Secondo turno     | Secondo turno | Secondo turno | Secondo turno |  |
|  |             |                       |                       |             |             |  |  |               |                   |               |               |               |  |
|  | 2           | Alison Riske-Amritraj | Alison Riske-Amritraj | 2           | 4           |  |  |               |                   |               |               |               |  |
|  |             | Viktorija Golubic     | Viktorija Golubic     | 6           | 6           |  |  |               | Viktorija Golubic | 4             | 6             | 6             |  |
|  |             | Storm Hunter          | 3                     | 6           | 6           |  |  |               | Storm Hunter      | 6             | 3             | 3             |  |
|  | 12          | Tamara Korpatsch      | 6                     | 3           | 3           |  |  |               |                   |               |               |               |  |

### Sezione 3
|  | Primo turno | Primo turno         | Primo turno         | Primo turno | Primo turno |  |  | Secondo turno | Secondo turno       | Secondo turno       | Secondo turno | Secondo turno |  |
|  |             |                     |                     |             |             |  |  |               |                     |                     |               |               |  |
|  | 3           | Anastasija Potapova | Anastasija Potapova | 6           | 6           |  |  |               |                     |                     |               |               |  |
|  |             | Taylor Townsend     | Taylor Townsend     |             | 1           |  |  | 3             | Anastasija Potapova | Anastasija Potapova | 3             | 2             |  |
|  |             | Linda Nosková       | 3                   | 6           | 7           |  |  |               | Linda Nosková       | Linda Nosková       | 6             | 6             |  |
|  | 8           | Anna Kalinskaja     | 6                   | 2           | 6(7)        |  |  |               |                     |                     |               |               |  |

### Sezione 4
|  | Primo turno | Primo turno      | Primo turno   | Primo turno | Primo turno |  |  | Secondo turno | Secondo turno    | Secondo turno    | Secondo turno | Secondo turno |  |
|  |             |                  |               |             |             |  |  |               |                  |                  |               |               |  |
|  | 4           | Shelby Rogers    | Shelby Rogers | 7           | 6           |  |  |               |                  |                  |               |               |  |
|  |             | Yuan Yue         | Yuan Yue      | 5           | 1           |  |  | 4             | Shelby Rogers    | Shelby Rogers    | 6             | 6             |  |
|  | WC          | Kimberly Birrell | 2             | 6           | 7           |  |  | WC            | Kimberly Birrell | Kimberly Birrell | 1             | 2             |  |
|  | 7           | Ana Bogdan       | 6             | 2           | 5           |  |  |               |                  |                  |               |               |  |

### Sezione 5
|  | Primo turno | Primo turno        | Primo turno        | Primo turno | Primo turno |  |  | Secondo turno | Secondo turno      | Secondo turno | Secondo turno | Secondo turno |  |
|  |             |                    |                    |             |             |  |  |               |                    |               |               |               |  |
|  | 5           | Kateřina Siniaková | Kateřina Siniaková | 6           | 7           |  |  |               |                    |               |               |               |  |
|  |             | Kamilla Rachimova  | Kamilla Rachimova  | 3           | 6(5)        |  |  | 5             | Kateřina Siniaková | 6             | 3             | 1             |  |
|  |             | Magdalena Fręch    | Magdalena Fręch    | 3           | 3           |  |  | 9             | Claire Liu         |               | 6             | 6             |  |
|  | 9           | Claire Liu         | Claire Liu         | 6           | 6           |  |  |               |                    |               |               |               |  |

### Sezione 6
|  | Primo turno | Primo turno     | Primo turno     | Primo turno | Primo turno |  |  | Secondo turno | Secondo turno | Secondo turno | Secondo turno | Secondo turno |  |
|  |             |                 |                 |             |             |  |  |               |               |               |               |               |  |
|  | 6           | Mayar Sherif    | Mayar Sherif    | 6           | 7           |  |  |               |               |               |               |               |  |
|  | WC          | Lizette Cabrera | Lizette Cabrera | 2           | 5           |  |  | 6             | Mayar Sherif  | Mayar Sherif  | 3             | 1             |  |
|  |             | Cristina Bucșa  | Cristina Bucșa  | 6(9)        | 4           |  |  | 11            | Marta Kostjuk | Marta Kostjuk | 6             | 6             |  |
|  | 11          | Marta Kostjuk   | Marta Kostjuk   | 7           | 6           |  |  |               |               |               |               |               |  |